# Arp 142
Arp 142 (VV 316) — пара галактик, що зливаються. Розташовані у сузір'ї Гідри, на відстані приблизно за 300 мільйонів світлових років від Чумацького Шляху. Вона складається з галактики NGC 2936 і еліптичної галактики NGC 2937. NGC 2936 сильно деформована і має великі припливні рукави, які містять кілька областей утворення зір. У візуальному та ближньому інфрачервоному діапазоні зовнішній вигляд NGC 2936 схожий на голову птаха з ядром на місці ока і припливними руками для потилиці..Ця галактика належить до класу еліптичних галактик з витікаючим матеріалом.